# Miguel Vergara
Miguel Vergara Flores (Chiclayo, 17 de agosto de 1977) es un actor, titiritero, director teatral y comediante peruano, que ha participado en producciones cinematográficas y televisivas en su país a lo largo de su trayectoria artística.[cita requerida]

## Biografía
Miguel Vergara Flores nació el 17 de agosto de 1977 en  Chiclayo. Tras mudarse a Lima, recibió clases de actuación en el Taller Estudio de Formación Actoral (TEFA), a cargo de la dirección del también actor peruano Ramón García y el Taller de Iniciación Actoral con Aldo Miyashiro.
Comenzó su carrera artística a inicios de los años 2000 formando parte del elenco de la Asociación de Artistas Aficionados, la cual participó en sus talleres compartiendo diferentes segmentos con otras figuras como «Pipo» Gallo y Percy Velarde. Vergara participó en un comercial de televisión de su país y fue partícipe de las obras dirigidas de la mano de Ramón García allá por 2002.
No fue hasta el año 2004, cuando Vergara haría su debut actoral de manera oficial con la miniserie Misterio como rol secundario.[cita requerida] Además participó en secuela de acción peruana La gran sangre en el año 2006 y comienza una etapa de colaboraciones con las producciones de Michelle Alexander.[cita requerida] Asume el protagónico de la obra Pinocho como el personaje homónimo.
En el año 2008 protagonizó la obra de teatro de títeres El secreto de la papa como «el Quisquichu» y tuvo una breve participación en la película Dioses como Wilmar ese año.[cita requerida]
Se incorpora a la teleserie peruana Al fondo hay sitio en los años 2009 y 2015 haciendo la interpretación de Francisco López «Pancho», un trabajador de limpieza de la Constructora de Las Casas y fiel amigo del antagonista Miguel Ignacio de Las Casas, personaje interpretado por Sergio Galliani. En el año 2016 asume el rol principal de la cinta deportiva Calichín como el utilero del equipo de fútbol ficticio Sporting Amigos de El Dolor.[cita requerida]
En el año 2015 asumió el coprotagónico de la película peruana Asu mare con su personaje del «Chato», uno de los amigos del protagonista Carlos «Cachín» Alcántara, siendo nombrado por los medios como la «revelación» del proyecto. Gracias al éxito de la trama, participó con el mismo rol en la secuela de 2018, incluyendo el spin-off del año 2023 Asu mare, los amigos donde asumiría el protagónico junto a los actores Andrés Salas, Franco Cabrera y Emilram Cossío.
Coprotagonizó con Milett Figueroa la película Buscando Nirvana como Manuel en 2017 y tuvo una participación especial en la teleserie cómica De vuelta al barrio en el papel del «Mini Muki». Durante la pandemia de COVID-19, Vergara realizó el oficio de mecánico por un breve tiempo.
En el teatro, Vergara participó en diferentes obras teatrales como rol secundario y principal, pero fue en el año 2019 cuando volvió al protagónico con la obra de teatro Gato de mercado de la dirección de Willy Gutiérrez, donde interpretó al Gato Techero y fue estrenado en el recinto local Teatro Británico. Además, dirige el año 2018 el montaje peruano Pinocho en el circo, la cual fue protagonizada por la actriz Kathya Castro y protagoniza la obra histórica Mitos y leyendas del Perú por dos temporadas.
El año 2021 asume la conducción junto a Nicola Porcella en el programa web El show de los sábados para la plataforma YouTube y concursó en la primera temporada del espacio El gran chef famosos pasando a la semifinal sin éxito en 2023. Fue invitado al programa cómico Jirón del humor ese año.

## Filmografía

### Televisión
| Año       | Título                        | Rol                                   | Notas                    | Emisión                 | Ref.             |
| --------- | ----------------------------- | ------------------------------------- | ------------------------ | ----------------------- | ---------------- |
| 2004      | Misterio                      | Uno de los barristas de Universitario | Rol recurrente           | Frecuencia Latina       | [cita requerida] |
| 2005      | Chacalón, el ángel del pueblo | Ladrón                                | Rol secundario           | Frecuencia Latina       | [cita requerida] |
| 2006      | Las vírgenes de la cumbia     |                                       | Rol secundario           | Frecuencia Latina       | [cita requerida] |
| 2006      | La gran sangre                |                                       | Rol de invitado especial | Frecuencia Latina       | [cita requerida] |
| 2007      | Chapulín el Dulce             |                                       | Rol principal            | Frecuencia Latina       | [cita requerida] |
| 2007-2008 | Asi es la vida                |                                       | Rol secundario           | América Televisión      | [cita requerida] |
| 2008      | El gran reto                  |                                       | Rol principal            | Frecuencia Latina       | [cita requerida] |
| 2009-2015 | Al fondo hay sitio            | Francisco López Huaranca / «Pancho»   | Rol recurrente           | América Televisión      | [ 6 ]            |
| 2014      | Promoción                     | Uno de los alumnos                    | Rol coprotagónico        | Panamericana Televisión | [cita requerida] |
| 2017      | El Dorado                     | Él mismo                              | Participante             | Latina Televisión       | [cita requerida] |
| 2019-2020 | Los Vílchez                   | «Benito»                              | Rol antagónico principal | América Televisión      | [ 9 ]            |
| 2021      | De vuelta al barrio           | «Mini Muki»                           | Rol de invitado especial | América Televisión      | [ 5 ]            |
| 2021      | El show de los sábados        | Él mismo                              | Presentador              | YouTube                 | [ 13 ]           |
| 2023      | El gran chef famosos          | Él mismo                              | Participante             | Latina Televisión       | [ 14 ]           |
| 2023      | El gran chef famosos          | Él mismo                              | Presentador interino     | Latina Televisión       | [ 17 ]           |
| 2023      | Jirón del humor               | Él mismo                              | Invitado especial        | Latina Televisión       | [ 16 ]           |

### Cine
| Año  | Título                   | Rol                                    | Notas             | Ref.             |
| ---- | ------------------------ | -------------------------------------- | ----------------- | ---------------- |
| 2008 | Dioses                   | Wilmar                                 | Rol coprotagónico | [cita requerida] |
| 2009 | Código urbano            |                                        | Rol principal     | [cita requerida] |
| 2009 | Ukuku (Cortometraje)     | Amigo de Ukuku                         | Rol protagónico   | [cita requerida] |
| 2013 | El evangelio de la carne | «Pantro»                               | Rol coprotagónico | [cita requerida] |
| 2013 | Asu mare                 | «Chato»                                | Rol principal     | [ 7 ]            |
| 2015 | Asu mare 2               | «Chato»                                | Rol principal     | [ 7 ]            |
| 2016 | Calichín                 | Utilero de Sporting Amigos de El Dolor | Rol principal     | [cita requerida] |
| 2017 | Buscando Nirvana         | Manuel                                 | Rol protagónico   | [cita requerida] |
| 2018 | Asu mare 3               | Yonni                                  | Rol principal     | [ 8 ]            |
| 2023 | Asu mare, los amigos     | «Chato»                                | Rol protagónico   | [ 8 ]            |
| 2023 | Un matrimonio inesperado | Carrasco                               | Rol principal     | [cita requerida] |
| 2023 | Al filo de la ley 2      |                                        | Rol principal     | [cita requerida] |

## Teatro
- Mitos y leyendas del Perú (2017) como él mismo (director general).[12]
- Gato de mercado (2019) como Gato Techero (protagónico).[10]
- El secreto de la papa (2009) como «el Quisquichi»  (protagónico).[4]
- La orgía (2008) como el Mendigo #1 (rol principal).
- Anda suelto un ratón (2007) como el Conejo (rol principal).
- Promoción (2006) como «el Chato» (coprotagónico).[18]
- Requiém de Siete Plagas (2006) como la Madre de Siete Plagas (rol principal).
- Pinocho (2006) como Pinocho (protagónico).
- La mosca doméstica (2005) como Harry (rol principal).[18]
- Camisaqui (2005) como Osamu (rol principal).
- La casa de Bernarda Alba (2004) como la Criada (rol principal).[18]
- El ardiente de la oscuridad (2004) como Miguelín.
- El sueño de una noche de verano (2003) como Puck.[18]
- El hombre desnudo y el hombre de frac (2002) como el «Barrendero».[18]
- No hay ladrón que por bien venga (2002) como el Ladrón.[18]